# Monster Hunter Portable 3rd
Monster Hunter Portable 3rd (モンスターハンターポータブル3rd?, Monsutā Hantā Pōtaburu 3rd) è un videogioco della serie Monster Hunter realizzato per PlayStation Portable ed è stato messo in distribuzione in Giappone il 1º dicembre 2010. Il gioco introduce nuove regioni, nuovi mostri e un sistema di combattimento rinnovato per i Felyne. Presenta una storia originale, che si separa da quella di Monster Hunter Tri e Monster Hunter Freedom Unite, visto che la maggior parte del gioco è stata interamente rielaborata.
Il gioco è uscito anche per PlayStation 3, completamente rimasterizzato in alta definizione, col nome Monster Hunter Portable 3rd HD in Giappone il 25 agosto 2011. Il gioco presenta grafica in HD, supporto per il 3D e possibilità di trasferimento dati con la PSP.
Sviluppato da un team secondario, viene considerato il gioco più venduto di tutti i tempi per PSP con oltre 4 milioni di vendite.

## Novità
La nuova dimora del cacciatore sarà il Villaggio di Yukumo, dove sia il design che gli abitanti hanno uno stile che rimanda al Giappone feudale. I Felyne ora lavorano e si allenano nella fattoria, mentre se ne possono portare fino a due in missione. Questi aiutano il cacciatore attaccando, grazie alle armi e armature che ora possono essere equipaggiate; oppure distraendo il mostro di turno, grazie anche alle abilità che possono apprendere tramite specifici addestramenti, tra le quali piazzare trappole, lanciare bombe o suonare il flauto. Oltre alle aree di Monster Hunter Tri disponibili (alcune modificate rimuovendo le zone subacquee) è stata aggiunta una nuova zona: la Montagna (渓流, Keiryū). Non tutti i mostri di Monster Hunter Tri sono presenti in questo gioco: sono stati rimossi il Lagiacrus, il Gobul e il Ceadeus, mentre è stato aggiunto lo Zinogre, che è rappresentato sulla copertina del gioco.
La Gilda ha ora una sorgente termale con lo scopo di potenziare il cacciatore prima delle missioni, sostituendo quindi la cucina dei precedenti capitoli. Facendo particolari missioni le terme raggiungeranno la loro massima utilità e sarà possibile comprare delle bevande per acquisire le abilità Felyne per la caccia.

## Armi
A differenza di Monster Hunter Tri, questo gioco presenta tutte le dodici armi disponibili nella serie: Spada & Scudo, Spadone, Martello, Doppie Spade, Spada Lunga, Corno da Caccia, Ascia Cangiante, Lancia, Lancia-fucile, Balestra leggera, Balestra pesante e Arco. Alcune di esse sono state migliorate appositamente per questo episodio.

## Vendite
Nella prima settimana d'uscita ha venduto 300 000 copie in Giappone, mentre dopo due settimane, al 20 dicembre, Monster Hunter Portable 3rd raggiunse 2.58 milioni di copie vendute. Secondo gli sviluppatori del gioco, Monster Hunter Portable 3rd è "adesso il videogioco per PSP venduto più rapidamente in Giappone" e "il videogioco venduto più rapidamente nella storia della Capcom". A giugno 2011, le vendite in Giappone hanno raggiunto le 4.7 milioni di copie.